# 富郷ダム

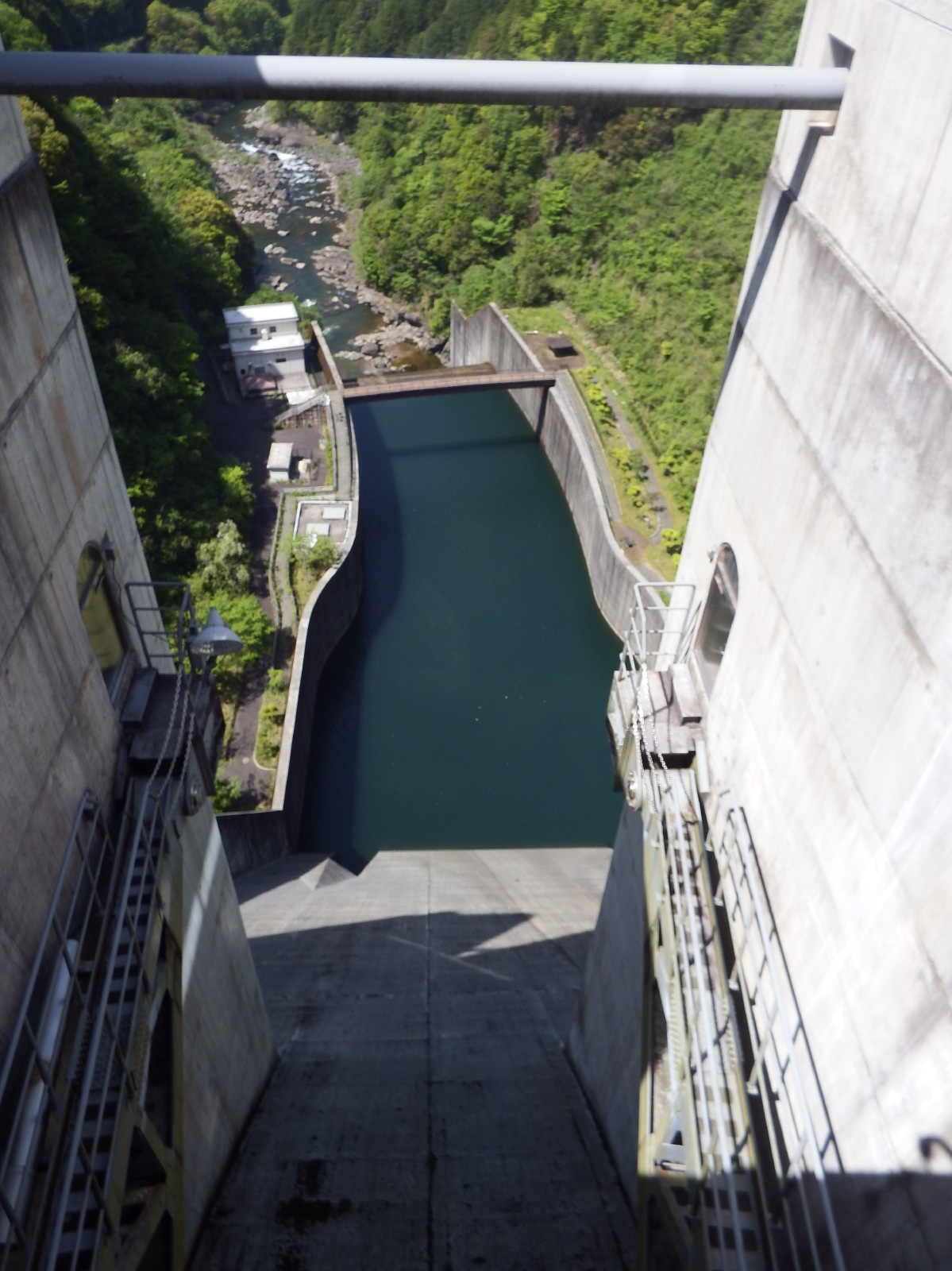

富郷ダム（とみさとダム）は、愛媛県四国中央市富郷町津根山字耕地の下地先、吉野川水系銅山川に建設されたダムである。金砂湖県立自然公園に属する。

## 沿革
愛媛県四国中央市を中心とした宇摩地方は古くから水不足に悩まされる地域であった。この為江戸時代末期より銅山川からの分水計画が住民の悲願となっていた。下流の徳島県との難交渉の末1953年（昭和27年）に柳瀬ダムが、1975年（昭和50年）には新宮ダムが銅山川に建設され悲願の銅山川分水（愛媛分水）が実現した。更に早明浦ダム（吉野川本川）による分水補助も受けたが、伊予三島港・川之江港が国際貿易港に指定され工業地域が拡充した他、人口の増加によって水需要は更に増大した。この為更なる水源整備が要求された。
こうした中で1974年（昭和49年）より建設省（現国土交通省四国地方整備局）によって銅山川に新規のダム計画が為された。その後1992年（平成2年）に「吉野川水系水資源開発基本計画」（フルプラン）の変更があり富郷ダムは水資源開発公団（現・独立行政法人水資源機構）に事業が移管された。折から1994年（平成6年）吉野川大渇水がありダム建設の必要性が叫ばれ事業進捗が図られ、2000年（平成12年）に完成した。
富郷ダムの完成により、1950年（昭和25年）より始まった「吉野川総合開発事業」は50年目にして完結を見た。

## 目的
ダムの型式は重力式コンクリートダム、高さは106.0m。洪水調節・上水道・工業用水・発電が目的の多目的ダムで愛媛分水の水源でもある。又銅山川下流部の正常な流水量維持を目的に新宮ダム下流2.5km地点に調整堰である影井堰を建設し、安定した河川流量の維持を図った。

## 法皇湖
ダム建設で62戸、18haの農地が水没する事から補償交渉は難航したが、1984年（昭和59年）に水源地域対策特別措置法の指定を受け補償の国庫補助と周辺整備が行われ、現在は「地域に開かれたダム」として湖畔公園・展望広場の整備やダム内部の見学を可能にしている。ダム湖は法皇山脈に因んで「法皇湖」と命名された。ダム建設に伴い道路整備も行われ、金砂湖（柳瀬ダム貯水池）に架かる平野橋 - 富郷ダム - 新居浜市別子山までは片側1車線の道路整備が行われている。